# Right Round
Right Round – singel rapera Flo Ridy, nagrany z piosenkarką Ke$hą, promujący jego drugi album studyjny, R.O.O.T.S. Piosenka miała swoją premierę na antenach stacji radiowych 20 kwietnia 2009 roku i uplasowała się na szczytach list przebojów w Stanach Zjednoczonych, Kanadzie, Australii i Wielkiej Brytanii. Singel utrzymywał się na szczycie Billboard Hot 100 przez sześć tygodni i pokrył się w Stanach Zjednoczonych trzykrotną platyną, rozchodząc się w ok. 3.500.000 kopii. W utworze wykorzystano sample z piosenki „You Spin Me Round (Like a Record)” z 1984 roku zespołu Dead or Alive.

## Pozycje na listach
| Notowanie (2009)                     | Najwyższa pozycja |
| ------------------------------------ | ----------------- |
| Australian Singles Chart             | 1                 |
| Austrian Singles Chart               | 2                 |
| Belgian Singles Chart (Flanders)     | 6                 |
| Belgian Singles Chart (Wallonia)     | 5                 |
| Canadian Hot 100                     | 1                 |
| Chilean Singles Chart                | 2                 |
| Danish Singles Chart                 | 3                 |
| Dutch Singles Chart                  | 4                 |
| Eurochart Hot 100 Singles            | 2                 |
| Finnish Singles Chart                | 3                 |
| French Singles Chart                 | 3                 |
| German Singles Chart                 | 5                 |
| German Black Chart                   | 1                 |
| Irish Singles Chart                  | 1                 |
| Israeli Singles Chart                | 4                 |
| Italian Singles Chart                | 16                |
| Japan Hot 100                        | 8                 |
| Latvian Singles Chart                | 8                 |
| New Zealand Singles Chart            | 2                 |
| Norwegian Singles Chart              | 2                 |
| Swedish Singles Chart                | 8                 |
| Swiss Singles Charts                 | 2                 |
| Turkey Top 20 Chart                  | 1                 |
| U.S. Billboard Hot 100               | 1                 |
| U.S. Billboard Hot R&B/Hip-Hop Songs | 63                |
| U.S. Billboard Hot Rap Tracks        | 3                 |
| U.S. Billboard Pop 100               | 1                 |
| UK R&B Chart                         | 1                 |
| UK Singles Chart                     | 1                 |

### Sprzedaż i certyfikaty
| Kraj              | Certyfikat | Sprzedaż   |
| ----------------- | ---------- | ---------- |
| Australia         | Platyna    | 70.000+    |
| Dania             | Złoto      | 4.000+     |
| Nowa Zelandia     | Złoto      | 15.000+    |
| Stany Zjednoczone | 3x Platyna | 3.400.000+ |